# والدکیرشن (پترسبرگ)
والدکیرشن (به آلمانی: Waldkirchen) یک منطقهٔ مسکونی در آلمان است که در سویبرسدورف واقع شده‌است. والدکیرشن ۲۴ نفر جمعیت دارد.